# Vingt Cinq
Vingt Cinq   este un sat în statul Mauritius, localizat în partea de est a Insulei de Nord din arhipelagul Agalega. Este reședința dependenței formată de acest arhipelag.